# 제21회 서울 국제 만화 애니메이션 페스티벌
제21회 서울 국제 만화 애니메이션 페스티벌은 2017년 7월 26일에 열린 시상식이다.

## 수상 및 후보

### 장편 - 그랑프리
- 릴리즈 프롬 헤븐 - 알리 누리 오스쿠에 수상

### 장편 - 심사위원 특별상
- 세이빙 샐리 - 아비드 라이온고렌 수상

### 단편 - 그랑프리
- 더 갭 - 패트릭 빈데브럭 수상

### 단편 - 우수상
- 달, 어디있니? - 백미영 수상

### 단편 - 심사위원 특별상
- 위키드 걸 - 아이스 카르탈 수상

### 특별경쟁 - 한국 작품상
- 두여자 - 엄현아 수상

### 특별경쟁 - 시카프 초이스
- 인 어 넛셀 - 파비오 프리들리 수상

### 특별경쟁 - 시카프 아시아
- 하이,하이 - 이강은 수상

### 특별경쟁 - 시카프 데뷰
- 만약 - 김필성 수상

### 시카프 온라인 - 우수상
- 어 디지스 뎃 큐어스 - 니라지 토르 수상

### 시카프 키드 부문 - 우수상
- 헤드 투게더 - 마리케 블라우프 외 2명 수상

### 학생 - 그랑프리
- 로커스 - 아니타 크비아트코프스카나빅 수상

### 학생 - 우수상
- 별이 빛나는 밤에 - 이종훈 수상

### 학생 - 심사위원 특별상
- 터프 - 제니퍼 젱 수상

### TV & 커미션드 - 우수상
- 갈대숲의 바람 - 니콜라 리구오리 외 1명 수상

### 경쟁장편부문
- Fantastica - 레온 딩
- 세이빙 샐리 - 아비드 라이온고렌
- 바클리 - 치우 리웨이
- 릴리즈 프롬 헤븐 - 알리 누리 오스쿠에

### 경쟁단편부문
- 크로우즈 네스트 - 암리타 R 와리어
- 시가 - 톰 타셀
- 더 그린하우스 - 라몬 알로스 산체스
- 브라더 디어 - 주잔나 지아코바
- 수서러스 - 조나연
- 구슬라 - 아드리엔 노왁
- 하우 아이 게이브 업 스모킹... - 유루기스 크라손스
- 위키드 걸 - 아이스 카르탈
- 데시벨스 - 레오 베리어
- A Table Game - Nicolas Petelski
- 마라파추차 - 이고르 가르쿠쉔코
- 세포의 놀이공원 - 리 앙 외 1명
- 두 손가락 - 루시 토카벤
- 라군 - 마티유 라바이예 외 1명
- 더 피쉬 커리 - 아비쉑 베르마
- 앤 오토너머스 에이전트 코리오 - 토니 미챠니트
- 테일즈 오브 피쉬 앤 라이스 - 파델리스 파라디시스
- 컴파트먼츠 - 다니엘라 코플러 외 1명
- 페어웰 - 레온 비드마르
- G-AAAH - 엘리자베스 홉스
- 베이컨시 - 우테 징틀러
- 아워 원더풀 네이쳐 - 더 커먼 카멜레온 - 토머 에셰드
- 트럼펫 맨 - 에밀리 웡
- 더 브릿지 오버 더 리버 - 야드비가 코발스카
- 더 갭 - 패트릭 빈데브럭
- 나와 함께 떠나 - 멜 웡
- Mo Mie - Zhuang Wei
- 포트레이트 오브 어 와인드-업 메이커 - 다리오 페레즈
- 스위치맨 - 메흐디 코라미안
- 유모의 동화 - 엘레나 페트케비치
- 니나 - 이자벨 마씨아스
- 황혼의 로맨스 - 다닐라 라이터
- 샌드 - 아르얀 브렌체스
- loved by you - hagit kastel nachsholi
- 웬 더 데이즈 웨어 엔드리스 - 마르쿠스 비니시우스 바스콘셀로스
- 아타우로스 돌: 서칭 포 더 로스트 러브 - 다비드 팔라존
- 20 킥스 - 디미타르 디미트로브
- 모닝 카우보이 - 페르난도 포마레스
- 이프 아이 앰 낫 아이 캔낫 비 - 마리오 토레시야스
- 커플렛츠 포 앤 에버라스팅 이브 - 베고냐 비카리오
- 보더 - 파비안 구아마니 알다즈
- 메이드 인 스페인 - 코크 리오보
- 넥 앤 넥 - 숀 클락
- 러브 인 아이들니스 - 노스 김
- 그의이야기 - 융 쉔 양
- 달, 어디있니? - 백미영

### 경쟁학생부문
- 못된아이 - 강한별
- Tip-Top - Alla Vartanyan
- 레이스 - 양 단 웡
- 맘히어로 - 김선엽
- 별이 빛나는 밤에 - 이종훈
- 과거가 머무르는 방 - 이명재
- 핫 트라히종 - 쿠엔틴 바루투르
- 더 모멘트 - 캐리스 승연 오
- 무빙 아웃 - 최서희
- 큐브 - 준 양
- 더 써드 스크립트 - 모하마드 자바드 카자비
- 윗아웃 티어스 - 에이미 왕
- 터프 - 제니퍼 젱
- 하이퍼트레인 - 에티엔 콤피스 외 1명
- 나이트 위치스 - 줄리 H. 발처
- 사일런트 - 에이미 창
- 리틀 원더스 - 트리엣 레
- 오 마더! - 폴리나 지올콥스카
- 잉크 미츠 블랭크 - 티몬 알브르주콥스키
- 더 페인 - 나디아 페도토바
- 고쿠로사마 - 클레멘타인 프레르 외 5명
- 아버지의 방 - 장나리
- 메모리얼 - 낫챠팟 드라이 잠탁사 외 1명
- 더 문 이스 에센셜리 그레이 - 한나 로만
- 고츠 - 예카테리나 필립포바
- 아이 원트... - 첸 시
- 미러 - 안나 리톤
- 홈 - 알리오나 바라노바
- 홈그라운 - 쿠엔틴 하버햄
- 차일드 - 아이링 프라이타크 외 2명
- 어 피스트풀 오브 지롤르 - 쥴리앙 그랑드
- IHAN - Ricky Rachman Utomo
- 더 하우스 - 베로니카 자카로바
- 쉐도우폭스 - 다마리스 칠케
- Pet Man - Marzieh Abrarpaydar
- 스패로우 - 황 신 웨이
- 더 비어드 - 소피아 바달로바
- 푸시 - 레나타 가시오로브스카
- 로쿠스 - 아니타 크비아트코프스카나빅
- 마지막 잎새 - 올가 골루베바
- 이키 - 파라스투 카드가
- 드림 폰 - 켄드라 로어
- 푸쉬 - 레카 안나 사칼리
- Divide - Yi-Yi Lin
- 트라우마 테일스 - 리시아 조든
- 와일드 맨 - 힐라 무타인
- Echo Space - Yujie Xu
- 두여자 - 엄현아

### 경쟁 시카프 키드 부문
- 바오자! - 재스퍼 리우
- 러닝 라이츠 - 게디미나스 시우리스
- 더 유니콘 - 레미 뒤랭
- 더 포켓 맨 - 아나 주비니즈
- 리볼팅 라임 - 얀 라흐아우어 외 1명
- 더 돌스 레터스 - 나탈리아 그로프펠
- 더 마운틴 오브 스가나 - 크리스토퍼 옥터
- 어웨이커 - 필립 디비악
- 치카, 다이 훈딘 임 게토 - 산드라 스키셀
- 인 엑사일 - 알렉산더 쿠릴로프
- 프리 애스 어 버드 - 조이스 반 디펜
- 머리를 맞대고 - 마리케 블라우프 외 2명
- 리틀 라이츠 - 리벨 말라리

### 시카프 패밀리
- 안녕, 발타자르 - 라파엘 소머할더

### 시카프 초이스
- 리.레 - 나티아 니콜라슈빌리
- 이클립스 - 아나 세필로바
- 네거티브 스페이스 - 막스 포터 외 1명
- 돌스 돈트 크라이 - 프레데릭 트렘블레이
- 웰컴 - 폴리나 쿠추키나
- 아무 것도 느껴지지 않아 - 노에미 마르실리 외 1명
- 사라진 머리 - 프랭크 디온
- 다윈스 케이브 - 주안나 토스테
- 키네슌가 - 마누 고메즈
- 로토잼3 - 애슐리 로 루쏘
- IIOII - 라켈 욘스도티르
- 더 파인트리 빌라 - 잔 코스터
- 불렛 타임 - 프로도 카퍼스
- 엔드 오브 더 라인 - 파울로 디 알바 외 1명
- 조헨 - 안나-에스터 볼로즈
- 마르하마-헬로 - 에밀리오 마르티 로페즈
- 인 어 넛셀 - 파비오 프리들리
- 하이 썸머 - 조셀랑 파송

### 시카프 온라인
- 어 디지스 댓 큐어스 - 니라지 토르
- 트릭트 베어 - 블라드 타박
- Bear Along - Huang Ziyun
- 더 스레드 - 빅토리아 자파리츠
- 컨션스 - 대니쉬 잘릴
- 스트레인지 어트랙터 - 코아귤레이트 - 일라이 에이어스

### 온라인 & 커미션드부문
- 그리즐리 앤 더 레밍스 - 빅터 물랑
- 어 힙 오브 크로스컨즈 / 네버 잇 머쉬룸 포 브렉퍼스트 - 사볼치 팔피
- 르 벵 덩 레 로수 - 니콜라 리구오리 외 1명
- 딜럭스 모션 - 마티유 핸드필드
- 디스 메스 원트 메이크 잇셀프 - 죠제프 블랑
- 플라스틱 플라워스 - 클라우디아 일레아
- 더 쿱: 어 스몰 클렙토미닉스 어드벤처 - 파비안 드리홀스트 외 1명
- 징글릭스 - 안톤 베레샤긴
- 비엥 베르 모아 - 비비안 리베라이구아 외 1명
- 홉피 테일스: 에브리원스 크리스마스 트리 - 페렌스 로푸스
- 위 워시 - 샤인 브라이트 - 토비아스 크니프
- 레오 & 티그 - 알렉산더 루크비치

### 시카프 아시아
- The Cosmic Moment - 하주안
- 울지마 - 토모야 타카시마
- 하이,하이 - 이강은
- Catch me if you can - 김연경
- 바트 - 황 윤-시안
- 쏘로우풀 시드 - 왕 치얼
- 다이아몬드 버튼스 - 웨이지아 첸
- 어 스토리 인 더 디아오 링 가든 - 왕 웨이유
- 네코 - 젱 핀-챠오
- 죽음에 대하여 - 이은재
- 웨얼 해브 더 플라워스 곤? - 신-홍 찬